# Schröderov obred
Schröderov obred (njem. Schrödersche Lehrart) je slobodnozidarski obred u slobodnom zidarstvu koji se uglavnom provodi u ložama u Njemačkoj i Brazilu kao i kod manjeg broja loža u drugim zemljama. Razvio ga je Friedrich Ludwig Schröder i predstavio ga majstorima u Hamburgu 29. srpnja 1801. godine kada je jednoglasno i usvojen. Počelo ga je primjenjivati nekoliko loža u Njemačkoj i drugih zemalja, gdje su ga prakticirali uglavnom slobodni zidari njemačkog podrijetla, tako je ubrzo dobio ime svog osnivača, Schröderov obred.

## Povijesna pozadina

### Njemačko slobodno zidarstvo
Vjeruje se da se slobodno zidarstvo u Njemačkoj pojavilo 1727. godine, osnivanjem Lože "Karlo od zajedništva" (fran. Loge Charles de Reunion; Carl zur Eintracht) u Mannheimu, koju je osnovao Albrecht Wolfgang, grof od Schaumburga. Međutim, loža je djelovala javno i nema potvrde da je bila službeno priznata – moguće je da je tome razlog bio njezin francuski naziv. Prvom službenom ložom u Njemačkoj smatra se Loža "Abšalom do tri koprive" (Loge Absalom zu den drei Nesseln) br. 1 iz Hamburga, osnovana 6. prosinca 1737. pod nazivom "Hamburška loža" (Loge d'Hambourg), koje je zadržala do 1743. godine. U toj je loži primljen i pruski kralj Fridrik Veliki, što se smatralo važnim simboličkim činom. Nakon toga, u većim njemačkim gradovima počele su nicati nove lože, čime je slobodno zidarstvo u Njemačkoj dobilo snažan zamah.

### Striktna opservancija
Barun von Hund bio je taj koji je 1764. godine čvrsto utvrdio utjecaj templara unutar slobodnozidarske tradicije, promovirajući u njemačkim ložama prakse Kapitula iz Clermonta pod nazivom Templarska striktna opservancija, također poznat i kao Obred strožeg opsluživanja. Ova praksa oživjela je ideju drevnog viteštva te je, uz raskošne i simbolički bogate stupnjeve, sa sobom donijela i mnoge izmjene koje su postupno narušavale izvorna učenja drevnog engleskog rituala. Time je slobodno zidarstvo počela odstupati od svojih prvotnih simboličkih korijena graditelja – razdoblje koje se kasnije počelo nazivati "velikim zaokretom".
Ti su poremećaji doveli do sazivanja konventa u Wiesbadenu 1775. godine, a zatim i one u Wilhelmsbadu 1782. pokraj Hanaua. Na tom se drugom konventu definirano da je glavni cilj njemačkog slobodnog zidarstva moralno usavršavanje temeljeno na kršćanskoj vjeri. Međutim, istodobno je ustrajala i privrženost plemstvu, odnosno "viteškoj zajednici", što je dovelo do osnivanja novog stupnja – vitez dobročinitelj. U tom takozvanom Wilhelmsbadskom sustavu ili Ispravljenom škotskom sustavu, čak ni racionalni i demokratski nastrojeni slobodni zidari iz Hamburga nisu odoljeli da ne nastupe pod titulom "vrlo uzvišenog viteza templara".

## Proces oblikovanja obreda
U vrijeme opadanja utjecaja Templarske striktne opservancije i sve jačeg utjecaja njemačkog nacionalnog duha, Friedrich Ludwig Schröder osjetio je potrebu da njemačkim slobodnim zidarima podari novi ritual koji bi, prema njegovim shvaćanjima i namjerama, predstavljao suvremeni oblik slobodnog zidarstva.
Friedrich Ludwig Schröder ušao je u slobodno zidarstvo na prijedlog svog prijatelja, Johanna Joachima Christopha Bodea. Iniciran je u 30. godini života, 1774. godine po obredu Templarske striktne opservancije, u Loži "Emanuel Zur Mainblumen" u Hamburgu. U toj istoj loži, 1787. godine, izabran je za starješinu.
Godine 1789., u razdoblju kada je slobodno zidarstvo u Njemačkoj zahvatio val reformi – lože u Hamburgu mijenjale su ceremonije, simbole i oznake – Schröder, kao uporan, studiozan i neumoran mislilac, jasno je prepoznao da je takav pravac opasan za samu suštinu masonstva. Suprotstavio se reformatorima i njihovim idejama te se odlučno zalagao za očuvanje temeljnih vrijednosti.
Duboko uvjeren u hitnu potrebu obnove njemačkog slobodnog zidarstva kroz povratak iskonskim načelima drevnog slobodnog zidarstva, Schröder je 1790. godine u Hamburgu započeo rad na novom obredu za Pokrajinsku veliku ložu Donje Saske, koja je tada bila podređena prvoj Velikoj loži Engleske. Ironično, ta velika loža nije imala pisan ritual na engleskom jeziku s autentičnim tekstom.
Schröderova inicijativa natjerala je slobodne zidare iz Hamburga da prepoznaju kako je slobodno zidarstvo postala opterećena raznim ekscentričnostima i devijacijama koje su je udaljavale od izvornih načela. Tako je osnovano Povjerenstvo za proučavanje, a predsjedništvo povjereno upravo Schröderu. Jedan od njegovih ključnih suradnika u razradi novog pristupa bio je ugledni teolog Johann Gottfried Herder iz Weimara – njihova dugogodišnja razmjena ideja značajno je utjecala na formu budućeg rituala.
Schröder je duboko vjerovao da etički i moralni principi čine samu srž slobodnog zidarstva, i oblikovao ih je s velikom pažnjom, u suradnji s najobrazovanijim slobodnim zidarima svoga vremena. Upravo zato njegov ritual nosi poseban karakter – odražava duhovne tendencije Njemačke s kraja 18. stoljeća. Nestala je tada dominacija viteške ili templarske masonerije s naglašenim katoličko-anglikanskim obilježjima karakterističnim za Švedski i Zinnendorfski obred. Umjesto toga, učvrstilo se uvjerenje da visoki moral i etički principi moraju biti glavne osobine "kraljevske umjetnosti".
Dana 29. lipnja 1801., na svečanoj sjednici na kojoj su sve starješine hamburških loža jednoglasno usvojili novi obred, bila je uistinu okupljena tadašnja Pokrajinska velika loža Hamburga i Donje Saske – ono što bismo danas nazvali glavna skupština. Taj događaj potvrđuje regularnost i važnost koje je ritual imao već prilikom svojeg službenog rođenja. Schröder, tvorac obreda, tada je obnašao dužnost zamjenika velikog majstora – uglednog i poznatog slobodnog zidara Johanna Philippa Beckmanna – a sve hamburške lože prihvatile su ritual bez iznimke.
Nakon još jedne manje revizije dijelova koji nisu bili u skladu s ceremonijom, tiskano je ograničeno izdanje za sve hamburške lože. Danas postoji samo jedan poznati primjerak, koji se čuva u jednoj loži u gradu Celle – srećom, taj je primjerak dostupan za proučavanje. Zbog svoje jednostavnosti i ljepote, Schröderov ritual brzo je stekao popularnost i proširio se diljem Njemačke, kao i u druge zemlje, gdje su ga najviše prihvaćali masoni njemačkog podrijetla. Ubrzo je postao poznat pod imenom svoga utemeljitelja – Schröderov obred.
Friedrich Ludwig Schröder utemeljio je njemačku školu za proučavanje slobodnozidarskih obreda, poznatu kao "Engbund" (Bliski savez). Cilj ove škole za majstore bio je sustavno proučavanje različitih slobodnozidarskih obreda – od najnovijih do najstarijih poznatih i prakticiranih oblika. Godine 1802. osnovan je kružok za proučavanje (Cirkel-Correspondenz) kako bi se provela ozbiljna analiza povijesti masonstva, od njegovih početaka pa sve do tadašnjeg vremena. U to su bili uključeni ne samo različiti tekstualni zapisi i izdanja rituala, već i kritički osvrt na postupnu degeneraciju koju je bratstvo doživjelo tijekom vremena.
Zbog nacističkih progona, Velika loža Hamburga bila je ukinuta 1932. godine. Nakon završetka nacističkog režima, većina njezinih članova pridružila se Velikoj loži drevnih i prihvaćenih slobodnih zidara Njemačke.

## Struktura stupnjeva
Na temelju rezultata osobnih istraživanja, Friedrich Ludwig Schröder sastavio je slobodnozidarski obred usmjeren na ono što je smatrao bitnim temeljima bratstva: toleranciju i slobodu ljudske misli. Riječ je o jednom od najuvjerljivijih i najoriginalnijih obreda koji se temelji isključivo na tri osnovna simbolička stupnja, jer upravo ta tri stupnja čine samu srž slobodnog zidarstva:
- 1° – učenik (njem. Lehrling)
- 2° – pomoćnik (Geselle)
- 3° – majstor (Meister)

U jednoj od svojih poznatih izjava, Schröder je rekao: "S majstorom se krug zatvara." Time je želio naglasiti da su prvi slobodnozidarski obredi u Engleskoj obuhvaćali samo ta tri simbolična stupnja. Svi ostali stupnjevi, koji se pojavljuju kao nadogradnja majstorskog, pripadaju pomoćnim tijelima – u kojima slobodni zidar ostaje na istoj simboličkoj razini majstora, bez prelaska u viši hijerarhijski red unutar lože.

## Filozofska osnova
Godine 1789., članovi Velike lože Hamburga započeli su duboku filozofsku raspravu o sadržaju tadašnjih postojećih rituala. Glavni cilj te rasprave bio je odgovoriti na sve veću pojavu viših stupnjeva unutar Velike lože Hamburga, oslanjajući se pritom na simbolične stupnjeve engleskog obreda, koji su prilagođeni kulturi i jeziku tadašnjeg anglosaksonskog svijeta.
Iako je Njemačka u to vrijeme bila pod snažnim utjecajem i katoličanstva i protestantizma, Schröderov obred ne izražava otvorenu pristranost prema bilo kojoj konkretnoj religiji. Naprotiv, pod utjecajem Potsdamskog edikta i svjetovnih reformi pruskog kralja Fridrika II., u Njemačkoj se razvila nova misaona klima – tolerantnija, slobodnija i otvorenija – što je izravno utjecalo na oblikovanje Schröderova obreda. On se isticao kao najtolerantniji među svim tadašnjim obredima u Njemačkoj, a među njegovim članovima bilo je gnostika i pripadnika prosvjetiteljskih krugova.
Pod utjecajem humanizma i prosvjetiteljstva, ovaj se ritual distancirao od stroge metafizičke i ezoterijske orijentacije kakva je bila prisutna u drugim njemačkim obredima. Zbog toga je razvio karakter racionalističkog eklekticizma, a posebno je bio omiljen među liberalnim slobodnim zidarima u Njemačkoj. Među njima su bili i zagovornici deizma i panteizma.
Za Friedricha Ludwiga Schrödera slobodno zidarstvo je predstavljalu bratstvo u kojem trebaju imati mjesto moralni i slobodni ljudi, oslobođeni svih dogmi – neovisno o političkoj pripadnosti ili etničkom podrijetlu. Njegov je obred izražavao duh modernog čovjeka, za razliku od arhaičnih viteških redova prošlosti. Slobodno zidarstvo se u tom kontekstu smatrala školom inicijacije, simbola i filozofije. Kreatori Schröderova obreda ostali su vjerni ceremonijama drevnog masonskog obreda, promatrajući ih kao zbir tradicija, običaja i društvenih pravila.

### Autentičnost i zablude
Schröderov obred ne uključuje filozofske stupnjeve, jer se njegova filozofija u potpunosti izražava kroz tri temeljna simbolička stupnja, poznata i kao stupnjevi svetog Ivana ili plave lože.
Unatoč tome, neki nedovoljno informirani autori i dalje šire netočne tvrdnje, primjerice: "Obred, osim triju simboličnih stupnjeva, sadrži još četiri viša stupnja koja su s vremenom bila napuštena." Međutim, ti navodni "viši stupnjevi" zapravo pripadaju Templarskoj striktnoj opservanciji, čiji je član nekoć bio i Friedrich Ludwig Schröder, ali oni nikada nisu bili dio njegovog obreda.
Schröderov obred ponekad se naziva i Reformirani rozenkrojcerski obred, no ne treba ga miješati s drugim masonskim obredom koji je u Marburgu 1766. godine utemeljio Friedrich Joseph Wilhelm Schröder, pod nazivom Drevni i istinski rozenkrojcerski slobodni zidari. Taj obred bio je usmjeren na misticizam, no nije postigao značajniji uspjeh.
Nasuprot tome, obred koji je razvio Friedrich Ludwig Schröder temelji se na eklektičnom pristupu i humanističkom promišljanju te je pod njegovim vodstvom stekao veliki ugled i utjecaj u njemačkom i međunarodnom slobodnom zidarstvu.

## Rasprostranjenost
Lože koje su u Njemačkoj radile po Schröderovom obredu ujedinile su se u Veliku ložu drevnih i prihvaćenih slobodnih zidara Njemačke. Ova velika loža je osnovala i velike lože u drugim europskim državama tako da su one preuzele ovaj obred, poput Regularne velike lože Srbije, Velike lože Crne Gore i dr.
U Austriji, lože Velike lože Austrije rade prema Schröderovom ritualu koji je modificirao Hermann Beigel 1870-ih.

### Brazil
Kolegij za proučavanje Schröderova obreda (port. Colégio de Estudos do Rito Schröder) je osnovan 26. svibnja 1997. u Florianópolisu, Santa Catarina, s ciljem pružanja potpore lokalnim ložama koje su radile po Schröderovom obredu. S vremenom, Kolegij je proširio svoje djelovanje te pružio ritualnu potporu svim ložama Schröderova obreda u Brazilu.
Nakon skupa održanog 1998. u Porto Alegreu, odlučeno je da će tzv. "Ritual iz 1960." postati službeni temeljni obred za brazilske lože koje prakticiraju Schröderov obred. U tom je kontekstu Kolegij usmjerio svoj rad na prevođenje i prilagodbu tog rituala prema uputama Lože "Abšalom do tri koprive" iz Hamburga. Taj ritual, poznat i kao "Ritual Abšalom", danas u uporabi u većini schröderovih loža u Brazilu, prihvaćen je od strane Velike lože drevnih i prihvaćenih slobodnih zidara Njemačke još 1982. godine.
Članovi Kolegija mogu biti isključivo majstori iz loža regularnog ustroja, odnosno one koje rade pod okriljem Velikog orijenta Brazila, velikih loža povezanih u CMSB-u i neovisnih velikih orijenata povezanih u COMAB-u. Godine 2014. Kolegij je promijenio je naziv u čast najzaslužnijeg organizatora Schröderova obreda u Brazilu, Antonia Gouveie Medeirosa. Od tada nosi ime: Kolegij za proučavanje Schröderova obreda – Brat Gouveia (Colégio de Estudos do Rito Schröder – Ir Gouveia). Pod nadzorom Kolegija djeluje preko 160 loža.